# Dlouhá Lhota (ort i Tjeckien, Södra Mähren)
Dlouhá Lhota är en ort i Tjeckien.   Den ligger i regionen Södra Mähren, i den östra delen av landet, 170 km öster om huvudstaden Prag. Dlouhá Lhota ligger 466 meter över havet och antalet invånare är 112.
Terrängen runt Dlouhá Lhota är kuperad åt sydväst, men åt nordost är den platt.Runt Dlouhá Lhota är det ganska tätbefolkat, med 100 invånare per kvadratkilometer. Närmaste större samhälle är Blansko, 12,2 km sydost om Dlouhá Lhota. I omgivningarna runt Dlouhá Lhota växer i huvudsak blandskog.